# Emialí
Emialí (grec moderne : Εμιαλοί) est une localité située dans le dème de Kalamáta, dans le district régional de Messénie, dans la périphérie du Péloponnèse, en Grèce.
Selon le recensement de 2021, elle compte 1 habitants.